# Уокер, Кэтрин
Кэтрин Уокер (англ. Catherine Walker, урождённая Катрин Маргарита Мария-Тереза Бэ (фр. Catherine Marguerite Marie-Therese Baheux), 27 июня 1945 — 23 сентября 2010) — модельер французского происхождения, проживала в Лондоне. Родилась в Кале, департамент Па-де-Кале, Нор — Па-де-Кале, Франция, она была известна тем, что поставила более 1000 нарядов для Дианы, принцессы Уэльской, которая была похоронена в чёрном платье, разработанном Уокер.

## Жизнь и карьера
Уокер изучала эстетику и философию в университетах Лилля и Экс-ан-Прованса и получила степень магистра. Во время учёбы в докторантуре она переехала в Лондон и жила в Эрлс-корт. Она стала постоянным жителем после того, как вышла замуж за адвоката Джона Уокера в 1970 году. У пары родились две дочери. В 1975 году Джон Уокер умер во время отпуска во Франции. Её вторым мужем был Саид Сайрус из Ирана, преподаватель Школы искусств Челси, который также стал её деловым партнером.
Она начала свою жизнь в моде, продавая детскую одежду. Позже она занялась дизайном для женщин, специализируясь на высококачественных вечерних платьях, праздничной одежде и свадебных платьях. В 1976 году она основала собственную компанию Chelsea Design Company на Сидней-стрит, Челси. В 1991 году Уокер была удостоена награды «Дизайнер года в сфере гламура», а в 1990 году — «Дизайнер года в сфере моды» на British Fashion Awards. В 1995 году у Уокер был диагностирован рак груди. Она стала одним из спонсоров фонда Breast Cancer Haven.

## Компания
Кэтрин Уокер открыла свой бизнес в 1977 году на Сидней-стрит в Лондоне. Она была успешным модельером более 30 лет. Уокер разрабатывала две сезонные коллекции в год, а также свадебные платья и создала ряд средств по уходу за кожей. После её смерти её муж Саид Сайрус возглавил бизнес в качестве главного дизайнера. Он продолжает руководить им, придерживаясь той же философии, уделяя особое внимание изготовлению одежды на заказ для клиентов и избегая показов на подиумах, крупных маркетинговых кампаний и оптовой торговли.

## Известные клиенты

### Диана, принцесса Уэльская
Кэтрин Уокер стала одним из любимых дизайнеров принцессы Уэльской. Её профессиональные отношения с Дианой начались через три месяца после замужества Дианы с принцем Чарльзом в 1981 году и продолжались до смерти Дианы шестнадцать лет спустя, за это время Уокер предоставила принцессе многие из её самых знаковых предметов одежды, включая так называемое платье Элвис.

### Хелен Тейлор
Дочь герцога Кентского, леди Хелен Тейлор (урождённая Виндзор), надела одежду Кэтрин Уокер на свадьбу 1992 года с Тимом Тейлором. Дизайн был вдохновлён архитектурой места проведения свадьбы — часовней Святого Георгия в Виндзоре.

### Семья Миддлтон
Дизайны Уокер также выбирает невестка Дианы, Кэтрин, герцогиня Кембриджская. Было отмечено, что Кэтрин Уокер стала одним из любимых дизайнеров герцогини Кембриджской, и она выбирает дизайнерские наряды для самых важных мероприятий, включая королевские туры за границу.
Мать герцогини Кембриджской — Кэрол Миддлтон также носила наряды от Кэтрин Уокер во многих важных случаях.

## Смерть
Уокер умерла 23 сентября 2010 года в больнице после того, как её обнаружила без сознания соседка в своём доме в Суссексе, Англия. Кэтрин страдала от рака груди и была спонсором-основателем благотворительной организации Breast Cancer Haven. У неё остались вдовец Саид Исмаэль Сайрус и две её дочери, Наоми и Марианна, от первого брака.